# 吉田仙太郎
吉田 仙太郎（よしだ せんたろう、1926年2月 - 2015年4月）は、日本のドイツ文学者、翻訳家。大阪女子大学名誉教授。関西チェコ / スロバキア協会顧問。

## 来歴・人物
大阪府生まれ。。旧制大阪府立住吉中学校、旧制大阪高等学校、広島高等学校を経て、1951年に京都大学独文科卒。岡山大学講師、大阪女子大学助教授、教授。1988年定年退官、名誉教授。
トーマス・マンやホーフマンスタールなど主に20世紀のドイツ語作家について研究した。フランツ・カフカが専門。新潮社「全集」版では膨大な手紙を訳・担当した。大阪女子大学時代の弟子・中堂恒朗によれば、その訳業は学会でも高く評価されたという。
1963年から、大阪府立大学と大阪女子大学との混声合唱団EWA CHORで顧問を務めた。
2003年には、広島高等学校時代の先輩である俳人・目崎一三の遺稿詩文集を旧友たちと再刊した。「遺稿集には目崎さんの文才が見事に集まっている」と評している。
2006年11月瑞宝中綬章受章。この頃、京都大学大学院ドイツ語ドイツ文学研究室の学生たちと定期的に勉強会を自宅で開いており、受勲のお祝いの言葉を学生からかけられた際、「こんなことで喜ぶとおもっているのか」と電話を切ったが、実際は「ぼくのネックレスだよ」とうれしそうに語っていたという話もある。
晩年の2010年に『伊東静雄日記 詩へのかどで』（思潮社）を共編刊行した。

## 翻訳
- 『カフカとの対話 手記と追想』（グスタフ・ヤノーホ、筑摩書房、筑摩叢書） 1967、増補版1975
  - 改訳版（ちくま学芸文庫） 1994／みすず書房<始まりの本> 2012
- 『現代の名ピアニスト』（ヨーアヒム・カイザー、白水社） 1971
- 『カフカ全集9 手紙 1902～1924』（マックス・ブロート編、新潮社） 1981、復刊 1992
- 『放浪のユダヤ人 ロート・エッセイ集』（ヨーゼフ・ロート、平田達治共訳、法政大学出版局、叢書・ウニベルシタス） 1985
- 『カラヤン自伝を語る』（フランツ・エンドラー編、白水社） 1989、新装版 2011
- 『ドビュッシーとその時代』（テオ・ヒルスブルンナー、西村書店、大作曲家とその時代シリーズ） 1992
- 『観察 カフカ自撰小品集1』（高科書店） 1992
- 『田舎医者 カフカ自撰小品集2』（高科書店） 1993
- 『断食芸人 カフカ自撰小品集3』（高科書店） 1994
- 『カフカ自撰小品集』（みすず書房、大人の本棚） 2010。グーテンベルク21（電子出版）で再刊
- 『夢・アフォリズム・詩』（フランツ・カフカ、編訳、平凡社ライブラリー） 1996 - 電子書籍も刊
- 『回想のなかのカフカ 三十七人の証言』（ハンス=ゲルト・コッホ編、平凡社） 1999

## 参考
- カフカ自撰小品集 - 紀伊國屋書店